# Asteriscium novarae
Asteriscium novarae är en flockblommig växtart som beskrevs av Lincoln Constance och Charpin. Asteriscium novarae ingår i släktet Asteriscium och familjen flockblommiga växter. Inga underarter finns listade i Catalogue of Life.